# 勒阿弗尔竞技俱乐部
勒阿弗尔体育俱乐部（法語：或Havre Athletic Club）是位於法国北部塞纳河河口作为「巴黎外港」的勒阿弗尔的足球俱乐部。勒阿弗尔現時在法國足球乙組聯賽中角逐，球隊以海洋球场作為主場球場。
勒阿弗尔以青訓系統而馳名，往往可以發掘及培育青年球員（多為本地球員）成為一隊成員，進而出外發展及代表國家隊比賽，代表球員包括（Ibrahim Ba）、（Jean-Alain Boumsong）、（Lassana Diarra）及（Vikash Dhorasoo）。
勒阿弗尔在法國被稱為「天藍與深藍」（les ciel et marine），這些顏色是由球隊的英籍創辦人所挑選，源自他們的母校牛津大學及劍橋大學。

## 歷史
勒阿弗尔成立於1872年，是在法國註冊最古老的足球及欖球俱樂部，由於未有正式規條，當時的比賽是類似一半足球及一半欖球的模式，直到1894年才集中進行足球比賽，所以技術上於1893年才成立米盧斯（FC Mulhouse）亦可算是法國首支足球隊（雖然米卢斯當時是一支德國足球隊）。
1899年勒阿弗尔成為首支在巴黎以外的球隊奪得由「USFSA」（Union des sociétés françaises de sports athlétiques）舉辦的法國足球錦標賽（Championnat de France de football）冠軍，作為諾曼第冠軍的勒阿弗尔在準決賽以1-0擊敗北部冠軍「Iris Club Lillois」後，因其決賽對手巴黎冠軍「Club français」拒絕作賽而獲頒冠軍。 

## 榮譽
- 法國足球錦標賽（Champion de France USFSA）
  - 冠軍（3）：1899年、1900年、1919年；
- 法國乙組聯賽
  - 冠軍（5）：1938年、1959年、1985年、1991年、2008年、2023年；
  - 亞軍（1）：1950年；
- 法國盃
  - 冠軍（1）：1959年；
  - 亞軍（1）：1920年；
- 北部國際挑戰賽（Challenge international du Nord） 
  - 冠軍（1）：1900年；
- 諾曼第錦標賽（Champion USFSA Normandie）
  - 冠軍（13）：1900年、1901年、1902年、1903年、1905年、1906年、1907年、1909年、1919年、1920年、
1921年、1923年、1926年；
- 冠軍際挑戰錦標賽（Challenge des Champions）
  - 冠軍（1）：1959年；

## 著名球員
| - Ibrahim Ba - Wesley Ngo Baheng - Jean-Alain Boumsong - Pascal Chimbonda - Alou Diarra - Vikash Dhorasoo - Lassana Diarra - Didier Digard - Xavier Gravelaine - Guillaume Beuzelin | - Michel Hidalgo - Anthony Le Tallec - Charles N'Zogbia - Christophe Revault - Florent Sinama-Pongolle - Jean-Christophe Thouvenel - Ricky Hill - Chris Kiwomya - Martin Lambert - Graham Rix | - Marinos Ouzounidis - Milinko Pantić - Titus James - John Byrne - Frank Stapleton - Lys Mousset |

## 外部連結
- http://www.hac-foot.com/ （页面存档备份，存于）
- http://www.infohac.com/site.php3?page=accueil （页面存档备份，存于）
- （法文） 非官方网站